# Liste der Fahnenträger der seychellischen Mannschaften bei Olympischen Spielen
Die Liste der Fahnenträger der seychellischen Mannschaften bei Olympischen Spielen listet chronologisch alle Fahnenträger seychellischer Mannschaften bei den Eröffnungs- (EF) und Abschlussfeiern (AF) Olympischer Spiele auf.

## Liste der Fahnenträger
| Mannschaft             | Veranstaltung | Fahnenträger (EF) | Fahnenträger (AF) |
| ---------------------- | ------------- | ----------------- | ----------------- |
| 1980 in Moskau         | Sommerspiele  | Michael Pillay    |                   |
| 1984 in Los Angeles    | Sommerspiele  | Denis Rose        |                   |
| 1992 in Barcelona      | Sommerspiele  | Roland Raforme    |                   |
| 1996 in Atlanta        | Sommerspiele  | Rival Cadeau      |                   |
| 2000 in Sydney         | Sommerspiele  | Benjamin Lo-Pinto |                   |
| 2004 in Athen          | Sommerspiele  | Allan Julie       | Suan June         |
| 2008 in Peking         | Sommerspiele  | Georgie Cupidon   | Tony Lespoir      |
| 2012 in London         | Sommerspiele  | Dominic Dugasse   | Lissa Labiche     |
| 2016 in Rio de Janeiro | Sommerspiele  | Rodney Govinden   | Lissa Labiche     |
| 2020 in Tokio          | Sommerspiele  | Felicity Passon   | Rodney Govinden   |
| 2020 in Tokio          | Sommerspiele  | Rodney Govinden   | Rodney Govinden   |
| 2024 in Paris          | Sommerspiele  | Khema Elizabeth   | Dylan Sicobo      |
| 2024 in Paris          | Sommerspiele  | Dylan Sicobo      | Dylan Sicobo      |

Anmerkung: (EF) = Eröffnungsfeier, (AF) = Abschlussfeier

## Statistik
| Rang    | Sportart       | EF | AF | ∑  |
| ------- | -------------- | -- | -- | -- |
| 1       | Leichtathletik | 2  | 3  | 5  |
| 1       | Segeln         | 3  | 2  | 5  |
| 3       | Boxen          | 3  | 0  | 3  |
| 3       | Schwimmen      | 3  | 0  | 3  |
| 5       | Badminton      | 1  | 0  | 1  |
| 5       | Judo           | 1  | 0  | 1  |
| 5       | Kanusport      | 0  | 1  | 1  |
| Gesamt: | Gesamt:        | 13 | 6  | 19 |

| Rang                   | Sportart | EF | AF | ∑ |
| ---------------------- | -------- | -- | -- | - |
| bisher keine Teilnahme |          |    |    |   |
| Gesamt:                | Gesamt:  | 0  | 0  | 0 |

| Rang    | Sportart       | EF | AF | ∑  |
| ------- | -------------- | -- | -- | -- |
| 1       | Leichtathletik | 2  | 3  | 5  |
| 1       | Segeln         | 3  | 2  | 5  |
| 3       | Boxen          | 3  | 0  | 3  |
| 3       | Schwimmen      | 3  | 0  | 3  |
| 5       | Badminton      | 1  | 0  | 1  |
| 5       | Judo           | 1  | 0  | 1  |
| 5       | Kanusport      | 0  | 1  | 1  |
| Gesamt: | Gesamt:        | 13 | 6  | 19 |